# 야마기시 사치코
야마기시 사치코(일본어: 山岸 佐知子, 혼전 성씨: 바바(일본어: 馬場), 1973년 10월 21일 ~ )는 일본의 전직 여자 축구 심판이다. 2000년부터 2015년까지 일본 여자 축구 리그 심판을 역임했으며 2003년부터 2015년까지 국제축구연맹(FIFA) 주관 대회의 심판을 역임했다.

## 심판 경력

### FIFA 여자 월드컵
2015년 FIFA 여자 월드컵
- 2015년 6월 12일:  미국 -  스웨덴 (조별 리그)
- 2015년 6월 17일:  멕시코 -  프랑스 (조별 리그)

### FIFA U-20 여자 월드컵
2008년 FIFA U-20 여자 월드컵
- 2008년 11월 20일:  멕시코 -  노르웨이 (조별 리그)
- 2008년 11월 26일:  잉글랜드 -  뉴질랜드 (조별 리그)
- 2008년 12월 4일:  미국 -  독일 (준결승전)

2014년 FIFA U-20 여자 월드컵
- 2014년 8월 5일:  독일 -  미국 (조별 리그)
- 2014년 8월 8일:  캐나다 -  핀란드 (조별 리그)
- 2014년 8월 17일:  나이지리아 -  뉴질랜드 (8강전)
- 2014년 8월 24일:  조선민주주의인민공화국 -  프랑스 (3·4위전)

### FIFA U-17 여자 월드컵
2010년 FIFA U-17 여자 월드컵
- 2010년 9월 5일:  독일 -  멕시코 (조별 리그)
- 2010년 9월 9일:  아일랜드 -  캐나다 (조별 리그)
- 2010년 9월 17일:  스페인 -  브라질 (8강전)

### 하계 올림픽
2012년 하계 올림픽 축구 여자
- 2012년 7월 25일:  미국 -  프랑스 (G조)
- 2012년 8월 3일:  영국 -  캐나다 (8강전)

## 수상
- 아시아 축구 연맹(AFC) 선정 올해의 심판상 5회 수상 (2008년, 2010년, 2011년, 2012년, 2013년)
- 일본 여자 축구 리그 올해의 심판상 3회 수상 (2012년, 2014년, 2015년)